# Senate House
Das Senate House ist das Verwaltungsgebäude der University of London und liegt im Londoner Stadtbezirk Camden an der Nordseite des British Museums.
Durch seine markante Architektur war das Gebäude immer wieder Gegenstand filmischer und literarischer Auseinandersetzungen.

## Geschichte
Nach dem Ersten Weltkrieg war die bislang andernorts untergebrachte University of London auf der Suche nach einem neuen Standort, der sowohl dem rasanten Wachstum und dem steigenden Platzbedarf der Universität gerecht werden konnte als auch näher an den konstitutiven Colleges gelegen war. Hierzu wurde auf Betreiben des damaligen Vizekanzlers der Universität, Sir William Beveridge, mithilfe einer großzügigen Spende der Rockefeller Foundation das Land nördlich des British Museums gekauft. Die Bauarbeiten für das Hauptgebäude begannen im Jahr 1932 und wurden aufgrund fehlender Mittel nicht in der ursprünglich gedachten Form zu Ende geführt, sondern waren mit dem Senate House und seiner Bibliothek 1937 abgeschlossen.
Der Vertrag mit der Baufirma umfasste mehr als 300 Seiten und enthielt 447 Klauseln, in denen jedes Detail genau festgelegt wurde. Die erste Klausel besagte, dass die verwendeten Materialien sämtlich aus dem britischen Empire stammen und von höchster Qualität sein müssen (The materials throughout to be supplied wholly from and manufactured entirely within the British Empire. These materials were to be of the finest quality). Die Gesamtkosten wurden kalkuliert auf 362.579 Pfund, was in heutigem Geld etwa 23,5 Mio. Pfund entspräche.
Während des Zweiten Weltkriegs war darin das Informationsministerium untergebracht, außerdem wurden Teile des Gebäudes in Folge der Bombenangriffe der Luftwaffe zerstört.

## Rezeption
Im Roman 1984 von George Orwell weist die Beschreibung des fiktiven Wahrheitsministeriums deutliche Überschneidungen zum Senate House auf. Das Gebäude diente zudem als Kulisse für zahlreiche Filmproduktionen, darunter auch für die Verfilmung von Orwells Roman aus dem Jahr 1984 unter der Regie von Michael Radford. Im Roman Dominion von C. J. Sansom fungiert das Senate House in den 1950ern als die Botschaft des nationalsozialistischen Deutschen Reiches.